# Myzopoda schliemanni

Leefgebied

Myzopoda schliemanni is een vleermuis uit het geslacht der zuigschijfvleermuizen (Myzopoda) die voorkomt in het westen van Madagaskar. Deze soort is pas in 2007 als een aparte soort herkend, naast de (oostelijke) zuigschijfvleermuis (Myzopoda aurita). Dit dier is genoemd naar professor emeritus Harald Schliemann van de Universiteit van Hamburg voor zijn vele bijdragen aan de kennis over Myzopoda. M. schliemanni is op slechts drie plaatsen in het noordwesten gevonden, maar komt waarschijnlijk overal in het droge westen van het eiland voor. In zijn verspreiding is de soort waarschijnlijk sterk gebonden aan de reizigersboom (Ravenala madagascariensis); het dier wordt vrijwel altijd dicht in de buurt van die plant gevonden.
Deze kleine vleermuis heeft net als M. aurita trechtervormige oren die vlak bij de mondhoeken beginnen, opvallende zuignappen op de handen en voeten en een vreemde bobbel bij het oor die waarschijnlijk met de tragus overeenkomt. M. schliemanni is echter kleiner dan M. aurita en verschilt van die soort in verschillende kenmerken van de vacht. Ook de vorm van de schedel verschilt tussen de twee soorten. De vacht is langer en ruiger dan die van M. aurita en verschilt in kleur. De bovenkant van het lichaam is geelbruin, de onderkant lichtgrijs. De totale lengte bedraagt 92 tot 107 mm, de staartlengte 44 tot 47 mm, de achtervoetlengte 5 tot 6 mm, de oorlengte 30 tot 32 mm, de voorarmlengte 45 tot 49 mm en het gewicht 7,8 tot 10,3 g.